# Albanskspråkiga Wikipedia
Albanskspråkiga Wikipedia är den albanska språkvarianten av Wikipedia. Albanskspråkiga Wikipedia startade den 13 oktober 2003 och nådde 20 000 artiklar den 23 maj 2008. Den har för närvarande 101 919 artiklar.